# USS Iowa (BB-53)
USS Iowa (BB-53) byla nedokončenou bitevní lodí námořnictva Spojených států amerických. Měla to být pátá a zároveň předposlední jednotka třídy South Dakota.

## Důvod zrušení stavby
Na Washingtonské konferenci se námořní mocnosti dohodly, že po dobu 10 let přestanou stavět válečné lodě. Stavba bitevních lodí třídy South Dakota musela být tedy zrušena a rozestavěné trupy lodí byly poslány do šrotu.

## Výzbroj
Primární výzbroj lodě měly tvořit 4 tříhlavňové střelecké věže s děly ráže 406 mm a s dostřelem až 40 km. Sekundární výzbroj mělo tvořit 16 děl ráže 152 mm a s dostřelem přes 20 km. Dále zde měly být 4 kanóny ráže 76 mm a 2 torpédomety s torpédy o průměru 533 mm.